# Amery
Amery – miasto w Stanach Zjednoczonych, w stanie Wisconsin, w hrabstwie Polk.